# Kiril Tiuliukov
Kiril Tiuliukov (en ruso: Кирилл Тюлюков; 11 de abril de 2001) es un deportista ruso que compite en esgrima, especialista en la modalidad de sable. Ganó una medalla de bronce en el Campeonato Europeo de Esgrima de 2025, en la prueba por equipos.

## Palmarés internacional
| Campeonato Europeo | Campeonato Europeo | Campeonato Europeo | Campeonato Europeo |
| Año                | Lugar              | Medalla            | Prueba             |
| ------------------ | ------------------ | ------------------ | ------------------ |
| 2025               | Génova (Italia)    | Medalla de bronce  | Sable por equipos  |